# Fjodor Vasiljevič Sazanov
Fjodor Vasiljevič Sazanov (rusko Фёдор Васильевич Сазонов), ruski general, * 1780, † 1839.
Bil je eden izmed pomembnejših generalov, ki so se borili med Napoleonovo invazijo na Rusijo; posledično je bil njegov portret dodan v Vojaško galerijo Zimskega dvorca.

## Življenje
Leta 1790 je vstopil v vojaško šolo poljskega plemstva, ki jo je končal leta 1796; takrat je postal paž na vrhovnem sodišču, kjer je ostal do leta 1802. 24. septembra 1802 je postal poročnik in bil dodeljen dvornemu lovskemu polku. 15. maja 1803 je postal bataljonski adjutant. Udeležil se je vojne tretje koalicije. 
Leta 1806 je postal štabni stotnik; nato se je udeležil tudi vzhodnopruske kampanje leta 1807. 29. decembra 1809 je bil povišan v polkovnika. 27. marca 1810 je sam zaprosil, da bi se udeležil bojev proti Turkom, kar so mu tudi odobrili. Postal je poveljnik 11. lovskega polka, s katerim se je udeležil več bitk.
30. maja 1811 je postal poveljnik 40. lovskega polka, s katerim se je udeležil patriotske vojne leta 1812. Leta 1814 je bil povišan v generalmajorja za zasluge med patriotsko vojno. 
Udeležil se je tudi vojne šeste koalicije, med katero je leta 1815 postal poveljnik 3. brigade 11. pehotne divizije. A zaradi starih ran je bil še isto leto poslan na bolniški dopust. 
Upokojil se je 20. februarja 1816.